# Best-of-Modus
Der Best-of-Modus ist bei vielen Sportarten üblich, bei denen zwei Spieler oder zwei Teams gegeneinander spielen, um einen Sieg festzustellen. Dazu wird die Begegnung in Abschnitte unterteilt und der Sieger der meisten Abschnitte zum Sieger der Begegnung erklärt. Übliche Abschnitte, in welche die Begegnung unterteilt wird, sind Sätze oder einzelne abgeschlossene Spiele. Der Best-of-Modus ist ein Verfahren, um den Gewinner einer einzelnen Begegnung festzustellen, und somit keine Turnierform.

## Grundlagen
Den meisten Best-of-Modi gemeinsam ist:
- Gewinner ist, wer mehr Abschnitte für sich entscheidet.
- Abschnitte, die unentschieden ausgehen, werden nicht gewertet.
- Die Anzahl der maximal auszutragenden Abschnitte ist ungerade.
- Kann ein Spieler die Anzahl gewonnener Abschnitte seines Gegners nicht mehr aufholen, wird das Match abgebrochen.

## Vor- und Nachteile eines Best-of-Modus

### Vorteile
- Zeitersparnis und Flexibilität: Wenn die beiden Parteien sich in ihrer Spielstärke drastisch unterscheiden, müssen sie nicht alle Abschnitte spielen – zum Beispiel beim Best-of-Three-Modus nur zwei anstelle von drei.
- Der Bessere setzt sich durch: Wenn eine Partei mit Glück einen Abschnitt für sich entscheiden kann, steht diese nicht direkt als Sieger der gesamten Begegnung fest. Dies führt zu einer gerechteren Ermittlung des Gewinners.
- Vor allem in Fällen des amerikanischen Profisports, wo in den Playoffs die Abschnitte ganze Spiele darstellen, kann damit der Heimvorteil weitestgehend ausgeglichen werden. Die Mannschaft, die beim entscheidenden Spiel Heimvorteil hat (und damit einmal mehr Heimvorteil besitzt als ihr Gegner), wird dabei durch unterschiedliche Regelungen (wie beispielsweise bessere Platzierungen in der Vorrunde) bestimmt.
- Ist nach dem vorletzten Satz, Frame oder Spiel ein Gleichstand erreicht, kommt es nun nur noch auf den letzten Entscheidungssatz an. Gleichgültig wie und wie lange vorher gespielt wurde, handelt es sich nunmehr um ein einzelnes „Do-or-Die“-Spiel (dt.: „mach oder stirb“).

### Nachteile
- Das Resultat (beispielsweise „Er hat 2 Sätze für sich entschieden und gewinnt somit“) ignoriert, wie knapp die einzelnen Abschnitte ausgegangen sind. Ein sehr schlechter Spieler, der beispielsweise im Tennis in den beiden Sätzen mit 6:0 und 6:1 verlor, steht somit gleich gut da wie jemand, der sie mit 6:4 und 7:5 verloren hat. Das Schlussresultat spiegelt die tatsächliche Spielstärke der Spieler also eher schlecht wider.
- Sollten die einzelnen Spielabschnitte ganze Spiele darstellen, ist die Anzahl der anzusetzenden Spiele vor Beginn der Begegnung unklar. Dies kann zu erheblichen Ungewissheiten über Kosten und zu erwartende Einnahmen für die Veranstalter führen.

## Varianten

### Best-of-One
Im Best-of-One-Modus werden die bloßen Punkte gezählt. Der Spieler, der in diesem einen Abschnitt mehr Punkte erzielt, gewinnt die Begegnung.
Der Begriff „Best-of-One“ wird im Sprachgebrauch allerdings nicht verwendet und dient hier lediglich zur Veranschaulichung des „Best-of“-Begriffs: So gilt im Fußball die reguläre Spielzeit plus allfällige Nachspielzeit als ein Abschnitt – wer mehr Tore schießt, hat den Abschnitt (und das Spiel) gewonnen. Je nach Ausgestaltung des Turniers können aber auch ein Hin- und ein Rückspiel als ein Abschnitt gelten (Sieger ist, wer über beide Spiele hinweg die höhere Torsumme erzielt).

### Best-of-Two
Im Eishockey: Die Punktwertung dieser beiden Spiele erfolgt gem. Art. 23 DEB Spielordnung (SpO), bei Punktgleichheit entscheidet das bessere Torverhältnis über den Sieger. Das erste Spiel (Hinspiel) wird nach gespielten 3 × 20 Minuten beendet, bei Unentschieden erfolgt keine Verlängerung und kein Penaltyschießen. Für den Fall, dass nach gespielten 3 × 20 Minuten des zweiten Spiels (Rückspiel) beide Clubs sowohl die gleiche Punktzahl als auch die gleiche Tordifferenz aus beiden Spielen aufweisen, so erfolgt eine Verlängerung von 20 Minuten mit fünf gegen fünf Feldspielern, jedoch nur solange, bis ein Tor erzielt wird. Die das Tor erzielende Mannschaft ist mit dem entsprechenden Ergebnis Sieger.

### Best-of-Three
In diesem Modus wird die Begegnung beendet, sobald eine Partei zwei Abschnitte für sich entschieden hat – sein Gegner wird schließlich nicht mehr aufholen können. Verwendet wird dieser in den meisten Tennisspielen. Insbesondere im Damen-Einzel bei Grand Slam-Turnieren gibt es seit 1903 nur noch zwei Gewinnsätze.

### Best-of-Five
Best-of-Five ist üblich beim Herren-Einzel beim Grand Slam-Tennis. Gewinner ist, wer drei Sätze für sich entscheidet.
Im Volleyball werden die ersten vier Sätze entschieden, indem eine Mannschaft zuerst 25 Punkte erreicht. Den fünften Satz und somit das ganze Spiel entscheidet eine Mannschaft für sich, wenn sie mit zwei Punkten Vorsprung mindestens 15 Punkte erreicht.
Der Modus Best-of-Five ist ebenfalls in den Play-offs beim Eishockey und Basketball üblich.

### Best-of-Seven
Dieser ist – wie auch der Best-of-Five-Modus – im Eishockey üblich, ebenso im Basketball.

### Best-of-Nine
Früher im amerikanischen Major League Baseball üblich sowie im amerikanischen Hockey.

### Snooker
Im Snooker wird abhängig vom Turnier und Runde innerhalb des Turniers von einem Best-of-5-Modus bei der Championship League, bis zu einem Best-of-35-Modus im Finale der Weltmeisterschaft gespielt. Dagegen wird beim Snooker Shoot-Out pro Spiel nur ein Frame, also im Best-of-1-Modus, gespielt. Häufige Modi in höheren Runden von Turnieren sind ein Best-of-9, Best-of-11, Best-of-17 und Best-of-19.

### Darts
Im Darts kommen zwei unterschiedliche Best-of-Modi zum Einsatz. Bei den meisten Wettbewerben wird im Leg-Modus gespielt. Die Distanz reicht dabei im Profi-Bereich von Best-of-Eleven (PDC Pro Tour) bis Best-of-Thirty-Five, wobei aufgrund eines benötigten zwei Punkte Vorsprungs 6 weitere Legs gespielt werden könnten (Best-of-Forty-One). Nach fünf Zusatzlegs entscheidet das Sudden-Death-Leg, wer der Sieger sein wird (World Matchplay). Bei den Weltmeisterschaften wird im Set-Modus gespielt, bei dem jeder Satz eine Distanz von Best-of-Five Legs aufweist und die Spieldistanz von Best-of-Three- bis Best-of-Thirteen-Sätze reicht.